# C25H29NO2
化学式C25H29NO2（摩尔质量：375.512 g/mol）可以指：
- RCS-8，CAS号：1345970-42-4
- 二苯特罗，CAS号：14587-50-9

|  | 这个同类索引页列出了具有相同分子式的化学物（即同分異構體）条目。 除非您是有意链接至本页，否则应将相应条目的内部链接指向正确的条目。 |